# 李培勳
 李培勳（朝鮮語: 리배훈；英語: Ri Pae-Hun；1985年5月2日—），朝鮮職業足球運動員，入選過朝鮮國家足球隊。現在效力於朝鮮足球聯賽球會4.25體育團。
李培勳在2007年首次入選朝鮮國家足球隊參與2008年東亞足球錦標賽資格賽，先後在對蒙古國家足球隊、澳門足球代表隊和香港足球代表隊比賽中上陣，並取得資格賽冠軍並晉級決賽。2014年首次代表朝鮮國家足球隊參加世界盃預選賽，並在對日本國家足球隊中以替補身分上陣並取得勝利 。

## 榮譽

### 國家隊
朝鮮
- 東亞足球錦標賽預賽冠軍：2007年；

### 球會
4.25體育團
- 朝鮮足球甲組聯賽冠軍：2011年；

## 連結
- 李培勳在National-Football-Teams.com的資料
- 世预赛朝鲜大名单，暂无中文官方翻译 （中文）